# 아나폴리스 (고이아스주)

아나폴리스의 위치

아나폴리스(포르투갈어: Anápolis)는 브라질 고이아스주의 도시로 면적은 918.375km2, 높이는 1,017m, 인구는 361,991명(2014년 기준), 인구 밀도는 390명/km2이다. 수도 브라질리아와 주도인 고이아니아의 중간에 위치한다. 브라질 센트루오에스치 지방에서 중요한 산업과 물류의 중심지이며 고이아스 주에서 두 번째로 GDP(국내 총생산)가 높은 도시이다.